# Josep Maria Marlès i Bacardit
Josep Maria Marlès i Bacardit, (Barcelona, 1 de setembre de 1912 - Barcelona, 25 de desembre de 2004) fou un poeta i traductor català de formació autodidacta.
Molt vinculat a Bonastre (Baix Penedès) d'on era fill el seu pare. Als dos anys, per la malaltia de la mare, el van portar, juntament amb el seu germà, a Bonastre, a casa de la seva àvia paterna on s'hi va estar fins als 6 anys. Aleshores el van portar a Barcelona i estudià als Escolapis (carrer Ample). De ben jove s'interessà per la poesia i llegí Verdaguer, Guimerà i Gasol. Més endavant llegí Sagarra, Virgili i Mistral. Acabada la guerra civil, (juny de 1939) es trasllada amb la família a Bonastre, on trobà un paisatge aclaparador que descriu amb les seves paraules: "m'hi sentia estranger i se'm feien obsessivament presents els records d'amics i coneguts assassinats per la barbàrie i la memòria del meu germà Joan […] tot em suscitava un plany interminable".
Fou alcalde de Bonastre entre el 1944 i el 1957 i jutge de pau de 1957 a 1967. Estudià comerç i treballà com a administratiu. El 1972, juntament amb la família, retornà a viure a Barcelona per ajudar i complaure els seus fills, ja que a Bonastre no hi veien gaire futur.

## Poeta i traductor
Als 18 anys va publicar un article que tractava del panoccitanisme a la revista La Guspira i que després es va reproduir a La Publicitat.
El dia 1 de gener de 1940 va escriure “Nostàlgies del Retorn”, poema que va expressar clarament el seus sentiments de tristesa.
Va publicar compilacions de poesia, com ara Nostàlgies del retorn (1939-1946), Poemes (1935-1966) i Meditacions (1966-1967). En els vuitanta, es distingí per la traducció d'obres poètiques alemanyes, entre elles els Poemes de Friedrich Hölderlin. L'any 1985, s'encarregà d'atorgar un nou llenguatge als Goigs de Santa Magdalena de Bonastre. El 1994, portà a terme la publicació de la traducció al català del Cathemerinon, conegut com Llibre dels himnes del dia originalment escrit en llatí per Prudenci.
En el seu darrer llibre de poemes Estances d’amor (1991) inclogué traduccions de Prudenci, Leopardi i Poe.
El 1988 adaptà una selecció de Poemes de Hölderlin (Hölderlin, Friedrich. Poemes. Barcelona: PAM, 1988) escrits en esquemes grecollatins, escassament coneguts en català, dels quals ja n'havia traduït “L’arxipèlag” per a la revista Reduccions el desembre de 1986. Del poeta llatí Prudenci acostà el Llibre quotidià. Himnes (Prudenci Clement, Aureli. Llibre quotidià. Himnes. Barcelona: Claret, 1994) seguint el criteri del seu mestre, el Dr. Josep M. Llovera, clergue i llatinista.
Va establir amistats amb poetes i professors que van influir en la seva trajectòria poètica. A través de les seves connexions, va conèixer altres poetes importants. Després d'un temps de pausa, es va reconciliar amb la poesia el 1966.
Al llibre "Quan va néixer el primer estel" de Joan Vilaseca (2011), parts I i II, p.21-69, hi apareixen unes interessants memòries, escrites pel mateix Marlès i una autobiografia (propietat intel·lectual de la família Marlès-Roig).
De l'anàlisi de la trajectòria literària de Josep M. Marlès, en destaca un lèxic espiritualment treballat i preocupat per l'ensenyament, l'estima de les persones, la sinceritat i l'enteresa en el treball. El seu és un esperit més a la vora dels pagesos que dels personatges polítics. Li interessa la tasca de valoració dels autors desconeguts o bé oblidats […] De la correspondència que va mantenir amb alguns amics se'n guarden poques mostres. La més important és la que va tenir amb Marià Manent. Els comentaris són fets sempre amb delicadesa, però amb sinceritat. Les opinions són clares, espontànies i raonades […] Escriu sempre en català i amb un gir especial, encara que el vocabulari no és sempre senzill. Es pot dir que la seva obra poètica és més aviat una obra d'amor i de veneració.

## Obra poètica
- Records i Pressentiments (1935) El llibre va rebre nombroses ressenyes publicades pels crítics aquell mateix any: Jaume Barrera (El Correo Catalán, 23-4-1935) Joan Teixidor (La Publicitat, 9-5-1935) Magí Valls (El Matí, 15-5-1935) Plàcid Vidal (La Humanitat, 19-5-1935) Manuel de Montoliu (La Veu de Catalunya, 3-8-1935) i altres.[9]
- Poemes (1976) El llibre té tres parts. La primera inclou una segona edició dels poemes escrits entre 1932 i 1933 ja coneguts a "Records i pressentiments". La segona, "Mites", amb poemes de 1933. I la tercera, "Elegies", amb poemes de 1934 a 1935.
- Meditacions (1982) Recull els poemes entre el 1967 i 1977.
- Estances d'amor (1991) El nucli central del llibre són poemes motivats per la mort de la seva esposa (1976): Marlès Bacardit, Josep Maria. Estances d'amor. J. M. Marlès.  J. M. Marlès, 1991, p. 85. ISBN 8440498527, 9788440498526.
- Goigs de Santa Mardalena de Bonastre[10](1985) dedicats a la patrona de Bonastre.

## Traduccions al català
- 1988. Poemes de Friederich Hölderlin on s'inclou L'Arxipèlag traduït el 1986:[11] Friererich Hölderlin. Poemes. Traducció: Josep M. Marlès.  Abadia de Montserra, 04-1988, p. 92. ISBN 8472029263, 9788472029262.
- 1994. Cathemerinon o "Llibre dels himnes del dia" de Prudenci. Llibre quotidià ;Aureli Prudenci Clement; versió catalana adaptada als metres llatins originals per Josep M. Marlès. Va ser la seva l'última obra publicada: Aureli Prudenci Clement. Himnes; Chatemerinon. Traducció: Marlès Bacardit, Josep Maria.  Barcelona: Claret, 1994, p. 64. ISBN 8472639185.